# Tricholosporum longicystidiosum
Tricholosporum longicystidiosum là một loài nấm trong họ Tricholomataceae. Found in Mexico, it was described as new to science năm 1990.